# هربرت مونك
كان هربرت مونك (26 يونيو 1875 - 19 أبريل 1953)، من هواة جمع الطوابع الألمان البارزين، ومحررًا لأقسام مهمة من كتاب "Kohl Briefmarken-Handbuch" الرائد، والذي فاز عنهُ هو وجيمس بنيامين سيمور بميدالية سيجر لأفضل عمل أدبي للطوابع باللغة الألمانية عام 1931.
كان مونك رئيسًا للجنة الخبراء في اتحاد جمعيات هواة جمع الطوابع الألمانية، ومحكمًا دوليًا في مجال هواة جمع الطوابع قبل الحرب العالمية الثانية. فاز بميدالية ليندنبرغ عام 1925، وأُضيف اسمه إلى قائمة هواة جمع الطوابع المتميزين في توركواي عام 1932. ووقع على القائمة شخصيًا في مؤتمر برايتون عام 1933.
في عام 1936، فاز مونك بميدالية كروفورد من الجمعية الملكية لهواة جمع الطوابع في لندن، وكان زميلًا فيها، وهو عضو في قاعة مشاهير الجمعية الأمريكية لهواة جمع الطوابع. غادر مونك ألمانيا قبل اندلاع الحرب، وواصل عمله في جمع الطوابع في سويسرا، حيث أجرى أبحاثًا على الطوابع السويسرية القديمة. ويشير تقرير نُشر في مجلة الطوابع الأسترالية الشهرية، في الأول من نوفمبر/تشرين الثاني عام 1937، إلى أن مصادر في ألمانيا اعتقدت أنه كان في الواقع في المنفى بصفته "غير آري".
أصبح مونك عضوًا فخريًا في نادي هواة جمع الطوابع في نيويورك عام 1949.

## من مؤلفاته
- Kohl Briefmarken-Handbuch. (editor of the 11th edition 1923-36, A to Italy)
- Neue Wege zur Erforschung der eidgenössischen Ausgaben 1850 ff. im Kreuzmuster, 1941.
- Allerlei Neues über Locale and Ortspost, 1951.

## روابط خارجية
- Profile at the American Philatelic Society Hall of Fame.